# Милбрей
Милбрей (на английски: Millbrae) е град в окръг Сан Матео, района на залива на Сан Франциско, щата Калифорния, САЩ. Милбрей е в съседство на Международно летище Сан Франциско.

## Население
Милбрей е с население от 22 703 души (2014 г.).

## География
Милбрей е с обща площ от 8,40 km².

## Транспорт
В Милбрей спират:
- BART – метрото
- CalTrain – пътническият влак

## Съседни градове
- Бърлингейм (на юг)
- Сан Бруно (на север)

## Галерия
- По търговската улица „Бродуей“
- Търговската част по бул. „Ел Камино Реал“
- Гарите на КалТрейн (долу) и БАРТ (горе и долу от другата страна)
- Хотел „Куалити Суитс“ на бул „Ел Камино Реал“